# The Third Man (serie televisiva)
The Third Man è una serie televisiva giallo poliziesca britannica e statunitense in 77 episodi prodotta dalla National Telefilm Associates e dalla BBC, trasmessi per la prima volta nel corso di cinque stagioni dal 23 gennaio 1959 al 27 agosto 1965 sulla BBC.

## Trama
Ideata da Graham Greene e ispirata al film Il terzo uomo e al romanzo, la serie racconta le indagini di Harry Lime, qui diventato fondatore e operatore di un'organizzazione di importazione ed esportazione (che porta il suo stesso nome) nota a livello internazionale, mercante d'arte e investigatore privato. Coadiuvato dall'uomo d'affari Bradford Webster, nel corso dei suoi viaggi risolve numerosi casi e sconfigge i criminali per riscattare il suo oscuro passato, essendo stato egli stesso un criminale.

## Produzione
Prodotta dalla National Telefilm Associates e dalla BBC, la prima stagione, composta da 20 episodi, venne girata negli Stati Uniti d'America negli studi della 20th Century Fox a Hollywood. I restanti episodi vennero girati in Inghilterra, negli Shepperton Studios e negli Associated-British Elstree Studios.
Il famoso tema musicale di Harry Lime, caratterizzante il film del 1949, nella serie lo si ascolta rielaborato nei titoli di coda degli episodi. Dei 77 episodi girati, ne sono visibili 67: dieci risultano mancanti negli archivi della BBC.

## Registi e sceneggiatori
Tra i registi della serie, si segnalano Robert M. Leeds, Julian Amyes, Paul Stanley, Paul Henreid, Arthur Hiller, Anthony Bushell, David Orrick McDearmon, Cliff Owen, David MacDonald, Stuart Burge, John Newland, John Ainsworth, John Llewellyn Moxey e Iain MacCormick.
Tra i numerosi sceneggiatori, oltre allo stesso Graham Greene, si citano John Kruse, John Warwick, John Player, Iain MacCormick, Robert Sherman, Anthony Steven, Mary C. McCall Jr., Warner Law, Philip Saltzman, Vincent Tilsley, Margot Bennett, Richard Berg, A.J. Carothers, Milton S. Gelman, Robert Libott, David Swift, Richard Levinson, William Link e Gene Wang.

## Episodi
| Stagione         | Episodi | Prima TV originale |
| ---------------- | ------- | ------------------ |
| Prima stagione   | 20      | 1959               |
| Seconda stagione | 19      | 1959               |
| Terza stagione   | 5       | 1962               |
| Quarta stagione  | 17      | 1963               |
| Quinta stagione  | 16      | 1964-1965          |